# جاي سيلفا
جاي سيلفا هو فنان قتال مختلط برازيلي، ولد في 25 مايو 1981 في لواندا في أنغولا.

## وصلات خارجية
- جاي سيلفا على موقع يو إف سي (الإنجليزية)
- جاي سيلفا على موقع بيلاتور (الإنجليزية)
- جاي سيلفا على موقع شيردوغ (الإنجليزية)
- جاي سيلفا على موقع IMDb (الإنجليزية)